# Schloss Hammerstein to Linz
Schloss Hammerstein to Linz  è un cortometraggio muto del 1903. Il nome del regista non viene riportato nei credit del film né vi appare quello di un operatore.
Schloss Hammerstein è il nome storico dei resti delle fondamenta di un muro che in origine si era pensato essere stato un castello medioevale. Solo in seguito, trovandovi dei resti di cocci, mattoni e monete, le rovine si sono rivelate come quelle di una villa di campagna romana.

## Produzione
Il film fu prodotto dalla Hepworth. Venne girato ad Albig, in Renania-Palatinato.

## Distribuzione
Distribuito dalla Hepworth, il documentario - un cortometraggio della lunghezza di 45,7 metri - presumibilmente uscì nelle sale cinematografiche britanniche nel 1903.
Non si hanno altre notizie del film che si ritiene perduto, forse distrutto nel 1924 quando il produttore Cecil M. Hepworth, ormai fallito, cercò di recuperare l'argento del nitrato fondendo le pellicole.